# Keir Gilchrist
Keir Gilchrist, född 28 september 1992 i Camden Town i London, är en engelskfödd kanadensisk skådespelare. Han är bland annat känd för sin roll som Sam i Netflix-serien Atypical.

## Filmografi i urval
| År    | Titel         | Roll            | Noter |
| ----- | ------------- | --------------- | ----- |
| 2004  | The Right Way | David (som ung) |       |
| 2014  | It Follows    | Paul            |       |
| 2017– | Atypical      | Sam Gardner     |       |